# Cyphanthidium intermedium
Cyphanthidium intermedium is een vliesvleugelig insect uit de familie Megachilidae. De wetenschappelijke naam van de soort is voor het eerst geldig gepubliceerd in 1969 door Pasteels.